# Cristiano del Palatinato-Zweibrücken (1782)
Cristiano del Palatinato-Zweibrücken, noto anche come Christian von Forbach o Cristiane de Deux-Ponts (Forbach, 30 agosto 1782 – Monaco di Baviera, 25 aprile 1859), è stato un nobile e militare tedesco.

## Biografia
Nipote morganatico del duca Cristiano IV del Palatinato-Zweibrücken, Cristiano era figlio primogenito del barone Guglielmo del Palatinato-Zweibrücken (1754–1807) e di sua moglie, la nobildonna francese Martine-Adelaide de Polastron (1760–1795). Sua zia era Yolande de Polastron, duchessa de Polignac, damigella d'onore della regina Maria Antonietta, e suo cugino fu Jules de Polignac, futuro primo ministro del regno di Francia.
Col fratello, crebbe a Forbach, in Lorena, dove era stato costretto a fuggire con la sua famiglia allo scoppio della rivoluzione francese. Nel 1806, si trasferì nuovamente dapprima a Zweibrücken e poi definitivamente a Monaco di Baviera dove, da quell'anno, il cugino di suo padre, Massimiliano Giuseppe, ottenne la corona regale della Baviera.
Cristiano del resto si era già arruolato col fratello Carlo Augusto come volontario nell'esercito bavarese dal 1799. Suo fratello Carlo Augusto fu un celebrato eroe della campagna di Russia dove si guadagnò la Legion d'onore napoleonica ma dove venne ferito e morì alla battaglia di Borodino. Egli stesso ebbe modo di distinguersi nell'esercito bavarese sino a raggiungere il grado di generale e comandante del reggimento della guardia del corpo del sovrano, la Hartschier come da tradizione della sua famiglia.
Sposò in prime nozze la baronessa Christiane von Guttenberg-Steinenhausen (1798–1817) il 24 luglio 1798, e dopo la sua morte si risposò con Karoline Friederike Walpurga Marie von Rechberg und Rothenlöwen (1798–1878) il 4 agosto 1818. Questo secondo matrimonio fece scandalo all'epoca in quanto, pur vedovo del primo matrimonio, Cristiano ebbe da Karoline una figlia, Carolina Teresa, che nacque prima della celebrazione delle nozze tra i due, nel febbraio del 1817, ma morì prematuramente nell'ottobre del 1818. La coppia non ebbe altri figli e, alla morte di Cristiano nel 1859 a Monaco di Baviera, si estinse anche la linea morganatica del Palatinato-Zweibrücken.

## Antenati
|                                                            |                                                   |                                               | Genitori                                   |  |  | Nonni |  |  | Bisnonni                                 |  |  | Trisnonni                                          |  |
|                                                            |                                                   |                                               |                                            |  |  |       |  |  | Cristiano III del Palatinato-Zweibrücken |  |  | Cristiano II del Palatinato-Zweibrücken-Birkenfeld |  |
|                                                            |                                                   |                                               |                                            |  |  |       |  |  | Cristiano III del Palatinato-Zweibrücken |  |  | Cristiano II del Palatinato-Zweibrücken-Birkenfeld |  |
|                                                            |                                                   | Caterina Agata di Rappoltstein                |                                            |  |  |       |  |  | Cristiano III del Palatinato-Zweibrücken |  |  |                                                    |  |
| Cristiano IV del Palatinato-Zweibrücken                    |                                                   |                                               |                                            |  |  |       |  |  | Cristiano III del Palatinato-Zweibrücken |  |  |                                                    |  |
|                                                            |                                                   | Carolina di Nassau-Saarbrücken                | Luigi Crato di Nassau-Saarbrücken          |  |  |       |  |  |                                          |  |  |                                                    |  |
|                                                            |                                                   | Carolina di Nassau-Saarbrücken                | Luigi Crato di Nassau-Saarbrücken          |  |  |       |  |  |                                          |  |  |                                                    |  |
|                                                            |                                                   | Carolina di Nassau-Saarbrücken                | Filippa Enrichetta di Hohenlohe-Langenburg |  |  |       |  |  |                                          |  |  |                                                    |  |
| Guglielmo del Palatinato-Zweibrücken                       |                                                   | Carolina di Nassau-Saarbrücken                |                                            |  |  |       |  |  |                                          |  |  |                                                    |  |
|                                                            |                                                   | Jean Baptiste Camasse                         | ?                                          |  |  |       |  |  |                                          |  |  |                                                    |  |
|                                                            |                                                   | Jean Baptiste Camasse                         | ?                                          |  |  |       |  |  |                                          |  |  |                                                    |  |
|                                                            |                                                   | Jean Baptiste Camasse                         | ?                                          |  |  |       |  |  |                                          |  |  |                                                    |  |
| Maria Johanna Camasse                                      |                                                   | Jean Baptiste Camasse                         |                                            |  |  |       |  |  |                                          |  |  |                                                    |  |
|                                                            |                                                   | Eleonore Roux                                 | ?                                          |  |  |       |  |  |                                          |  |  |                                                    |  |
|                                                            |                                                   | Eleonore Roux                                 | ?                                          |  |  |       |  |  |                                          |  |  |                                                    |  |
|                                                            |                                                   | Eleonore Roux                                 | ?                                          |  |  |       |  |  |                                          |  |  |                                                    |  |
| Carlo Augusto del Palatinato-Zweibrücken                   |                                                   | Eleonore Roux                                 |                                            |  |  |       |  |  |                                          |  |  |                                                    |  |
|                                                            | Jean Baptiste de Polastron, II conte di Polastron | Jean Denis de Polastron, I conte di Polastron |                                            |  |  |       |  |  |                                          |  |  |                                                    |  |
|                                                            | Jean Baptiste de Polastron, II conte di Polastron | Jean Denis de Polastron, I conte di Polastron |                                            |  |  |       |  |  |                                          |  |  |                                                    |  |
|                                                            | Jean Baptiste de Polastron, II conte di Polastron | Henriette de Foucaud                          |                                            |  |  |       |  |  |                                          |  |  |                                                    |  |
| Jean François Gabriel de Polastron, III conte di Polastron | Jean Baptiste de Polastron, II conte di Polastron |                                               |                                            |  |  |       |  |  |                                          |  |  |                                                    |  |
|                                                            |                                                   | Françoise Jeanne Yolande de Mirman            | Jean François de Mirman, conte di Plaissan |  |  |       |  |  |                                          |  |  |                                                    |  |
|                                                            |                                                   | Françoise Jeanne Yolande de Mirman            | Jean François de Mirman, conte di Plaissan |  |  |       |  |  |                                          |  |  |                                                    |  |
|                                                            |                                                   | Françoise Jeanne Yolande de Mirman            | Yolande de Portalès                        |  |  |       |  |  |                                          |  |  |                                                    |  |
| Martine-Adelaide de Polastron                              |                                                   | Françoise Jeanne Yolande de Mirman            |                                            |  |  |       |  |  |                                          |  |  |                                                    |  |
|                                                            |                                                   | Louis Jérôme de Noé, conte di Noé             | Roger de Noé, II marchese di Noé           |  |  |       |  |  |                                          |  |  |                                                    |  |
|                                                            |                                                   | Louis Jérôme de Noé, conte di Noé             | Roger de Noé, II marchese di Noé           |  |  |       |  |  |                                          |  |  |                                                    |  |
|                                                            |                                                   | Louis Jérôme de Noé, conte di Noé             | Jeanne Marguerite du Pouy                  |  |  |       |  |  |                                          |  |  |                                                    |  |
| Anne Charlotte de Noé                                      |                                                   | Louis Jérôme de Noé, conte di Noé             |                                            |  |  |       |  |  |                                          |  |  |                                                    |  |
|                                                            |                                                   | Marie Anne Elisabeth de Breda                 | Pantaléon Guisbert de Breda                |  |  |       |  |  |                                          |  |  |                                                    |  |
|                                                            |                                                   | Marie Anne Elisabeth de Breda                 | Pantaléon Guisbert de Breda                |  |  |       |  |  |                                          |  |  |                                                    |  |
|                                                            |                                                   | Marie Anne Elisabeth de Breda                 | Elisabeth Bodin de Boisrenard              |  |  |       |  |  |                                          |  |  |                                                    |  |
|                                                            |                                                   | Marie Anne Elisabeth de Breda                 |                                            |  |  |       |  |  |                                          |  |  |                                                    |  |